# Фуян
Фуя́н (кит. упр. 阜阳, пиньинь Fǔyáng) — городской округ в провинции Аньхой КНР.

## История
Во времена империи Северная Вэй в 523 году в этих местах была учреждена область Инчжоу (颍州). Во времена империй Мин и Цин она была подчинена Фэнъянской управе (凤阳府), в 1724 году стала «непосредственно управляемой», а в 1735 году была поднята в статусе, и сама стала Инчжоуской управой (颍州府); для администрирования территории, ранее подчинявшейся напрямую областным властям, был учреждён уезд Фуян (阜阳县). После Синьхайской революции 1911 года в Китае была проведена реформа структуры административного деления, в ходе которой управы были упразднены.
В 1935 году из уезда Фуян был выделен уезд Линьцюань.
После того, как во время гражданской войны эти места перешли под контроль коммунистов, в 1947 году урбанизированная часть уезда Босянь была выделена в город Бочэн (亳城市), а западнее его был образован город Фуян (阜阳市); населённые пункты Цзешоуцзи уезда Тайхэ, Люцзи уезда Линьцюань и Цзаомяоцзи уезда Шэньцю были объединены в город Цзешоу, а южная часть уезда Фуян была выделена в отдельный уезд Фунань.
В апреле 1949 года был образован Специальный район Фуян (阜阳专区), состоящий из 3 городов и 9 уездов. В 1950 году были упразднены города Фуян и Бочэн (их территория была присоединена к тем уездам, из состава которых они в своё время были выделены), а в 1953 году — город Цзешоу (был преобразован в уезд Цзешоу, попутно присоединив к себе части территорий соседних уездов). В 1964 году на стыке уездов Фуян, Гоян, Мэнчэн и Фэнтай был создан уезд Лисинь.
В 1970 году Специальный район Фуян был переименован в Округ Фуян (阜阳地区); на тот момент он состоял из 11 уездов. В 1975 году из уезда Фуян был выделен городской уезд Фуян (阜阳市). В 1977 году уезд Фэнтай был передан под юрисдикцию властей Хуайнаня. В 1986 году уезд Бочэн был преобразован в городской уезд Бочжоу. В 1989 году уезд Цзешоу был преобразован в городской уезд. В 1992 году уезд Фуян был расформирован, а его земли вошли в состав городского уезда Фуян.
В 1996 году постановлением Госсовета КНР были расформированы округ Фуян и городской уезд Фуян, и образован городской округ Фуян; на землях бывшего городского уезда Фуян были созданы районы Инчжоу, Индун и Инцюань.
В 1998 году городской уезд Бочжоу был выведен из состава городского округа Фуян и подчинён напрямую властям провинции Аньхой.
В 2000 году постановлением Госсовета КНР городской уезд Бочжоу был расформирован, и был создан городской округ Бочжоу, в состав которого вошли район городского подчинения Цяочэн (образованный на месте бывшего городского уезда Бочжоу) и уезды Гоян, Лисинь и Мэнчэн (ранее входившие в состав городского округа Фуян).

## Административно-территориальное деление
Городской округ Фуян делится на 3 района, 1 городской уезд, 4 уезда:
| Карта                                                    | Карта     | Карта     | Карта          | Карта            | Карта         |
| -------------------------------------------------------- | --------- | --------- | -------------- | ---------------- | ------------- |
| Инчжоу Индун Инцюань Линьцюань Тайхэ Фунань Иншан Цзешоу |           |           |                |                  |               |
| Статус                                                   | Название  | Иероглифы | Пиньинь        | Население (2010) | Площадь (км²) |
| Район                                                    | Инчжоу    | 颍州区    | Yǐngzhōu qū    |                  |               |
| Район                                                    | Индун     | 颍东区    | Yǐngdōng qū    |                  |               |
| Район                                                    | Инцюань   | 颍泉区    | Yǐngquán qū    |                  |               |
| Городской уезд                                           | Цзешоу    | 界首市    | Jièshǒu shì    |                  |               |
| Уезд                                                     | Линьцюань | 临泉县    | Línquán xiàn   |                  |               |
| Уезд                                                     | Тайхэ     | 太和县    | Tàihé xiàn     |                  |               |
| Уезд                                                     | Фунань    | 阜南县    | Fùnán xiàn     |                  |               |
| Уезд                                                     | Иншан     | 颍上县    | Yǐngshàng xiàn |                  |               |